# František Skopalík (architekt)
František Skopalík (22. října 1863 Uhřičice – 13. listopadu 1936 Vídeň) byl český architekt, grafik a malíř dlouhodobě působící ve Vídni.

## Život

### Mládí
Narodil se v Uhřičicích na střední Moravě. Po absolvování reálného gymnázia v Přerově studoval na polytechnice v Praze, v letech 1888 až 1891 potom na Polytechnickém institutu v Curychu. Zároveň pobíral soukromé hodiny malby. První zkušenosti architektonické praxe si odbyl v Mnichově a ve Švýcarsku. V následujících letech pracoval pro rakouské archeologické ústavy, kdy se mj. podílel na vykopávkách v lokalitě italského města Aquileia a také cestoval, mimo jiné do Nizozemska, Francie, Egypta či Belgie.

### Vlastní podnikání

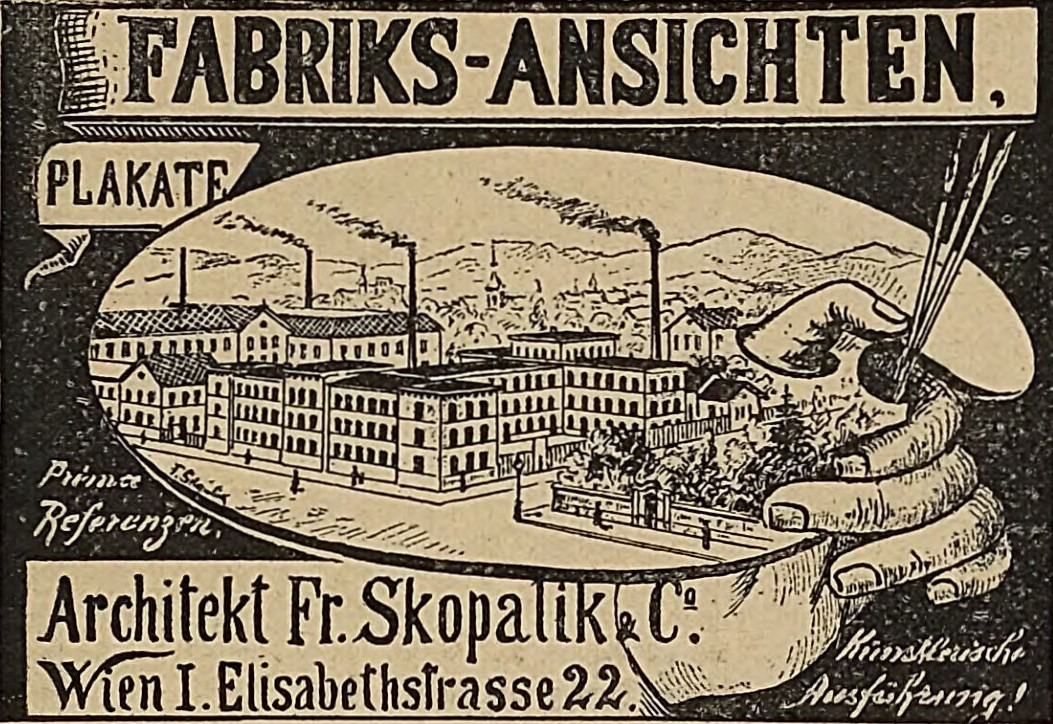
Reklama ateliéru Fr. Skopalík & Co. na zhotovování maleb továrních areálů (časopis Die Industrie, 1898)

V roce 1895 si ve Vídni otevřel vlastní architektonický ateliér. Jeho stavební styl byl ovlivněn pozdní fází stylu tzv. Ringstrasse. Kromě toho působil také jako malíř. Mj. vytvářel malby celkových realistických pohledů na tovární průmyslové objekty z ptačí perspektivy, kterými např. přispěl do rozsáhlé knižní série Die Gross-Industrie Oesterreichs mapující velkoprůmysl v rakousko-uherské monarchii z roku 1898. Jeho volná tvorba krajinomaleb či architektonických památek pak byla významně ovlivněna impresionismem a byla vystavována mj. v Londýně (1900), dále v Olomouci, Štýském Hradci, Linci, Berlíně a Curychu. Podílel se také na grafické výzdobě vlakových vagonů či parníků.

### Úmrtí
František Skopalík zemřel 13. listopadu 1936 ve Vídni.

## Galerie

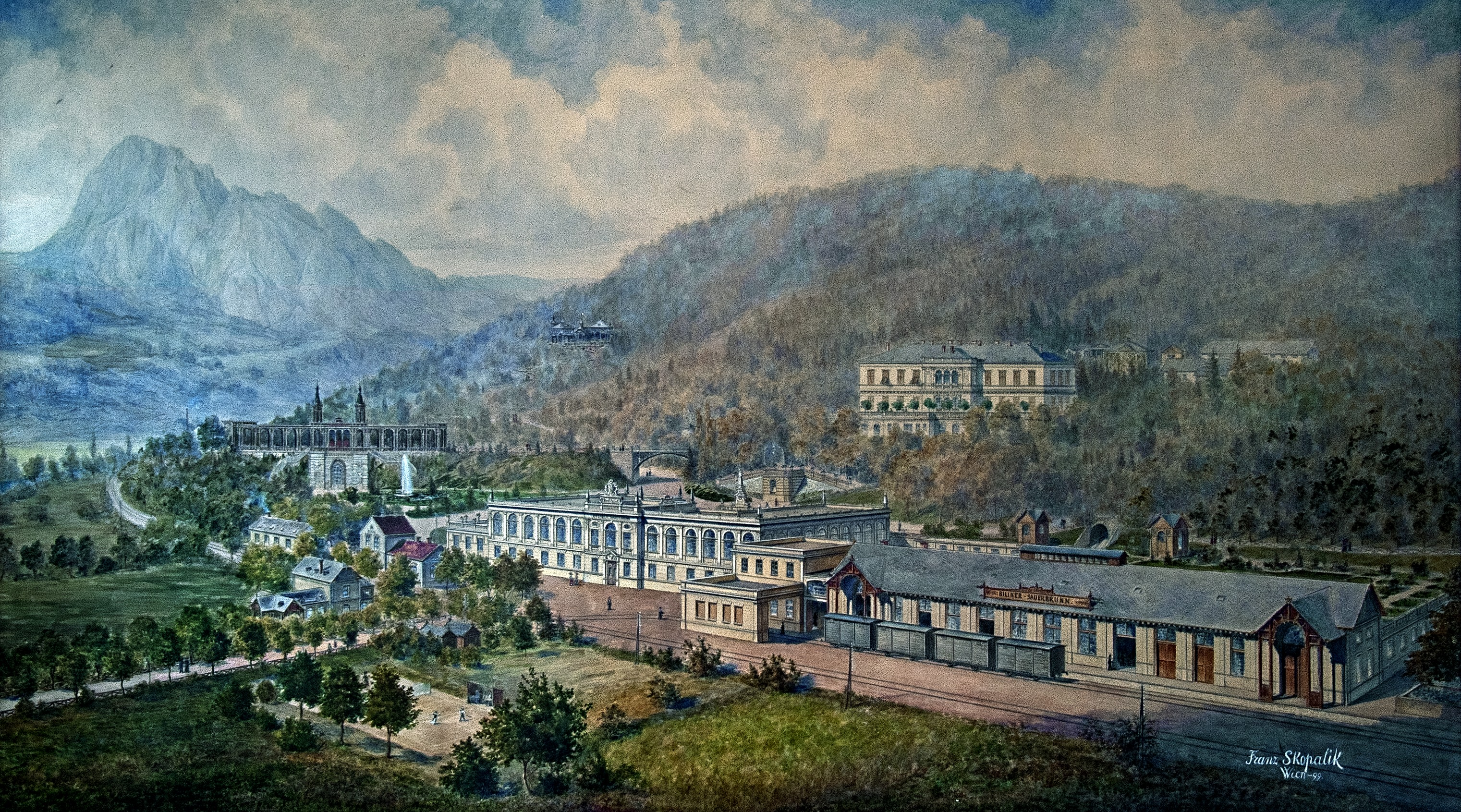
Lázně Bílina, 1899
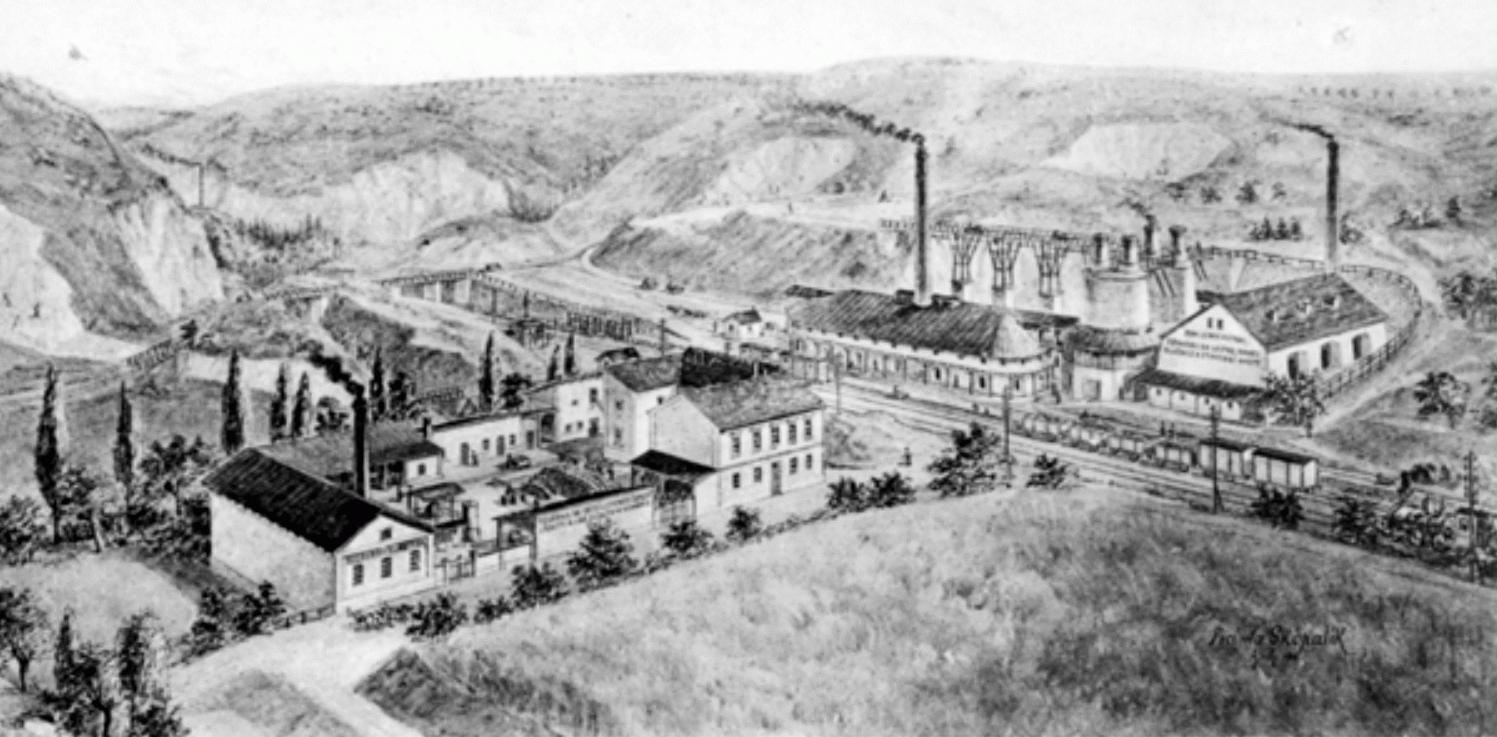
Vápenka Biskup, Kvis a Kotrba v Řeporyjích u Prahy
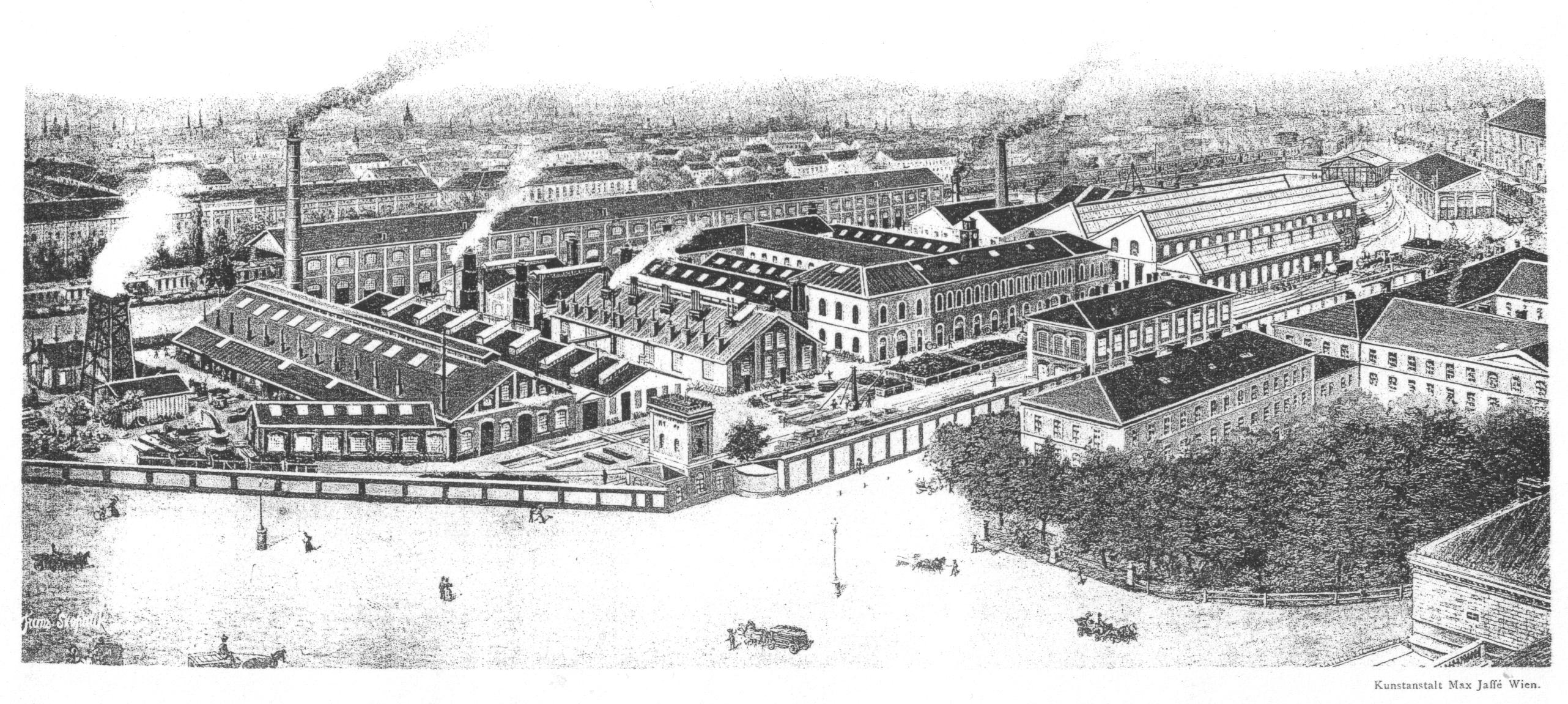
Lokomotivní továrna StEG nedaleko Vídně
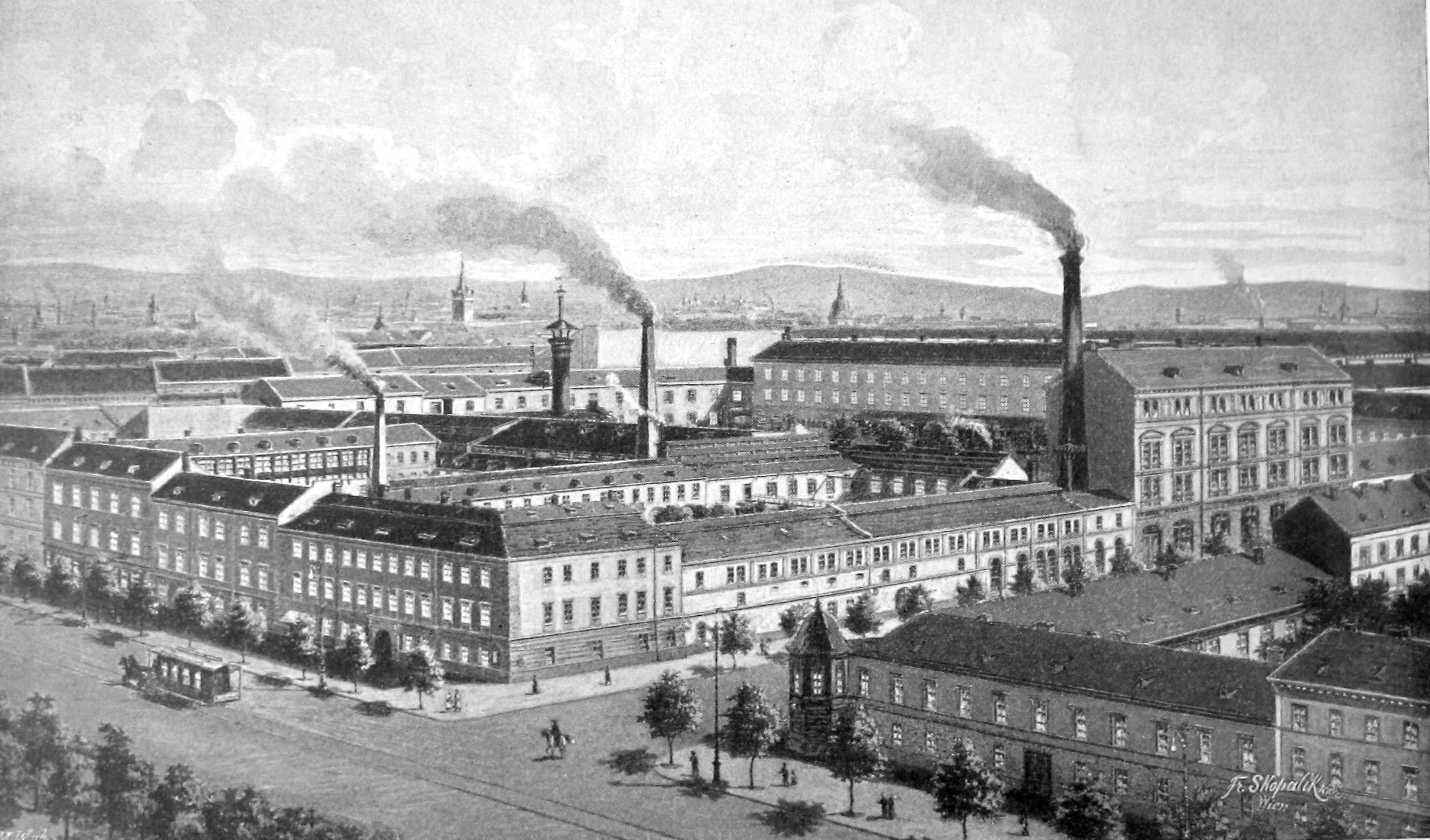
Pivovar Franze Wanky na Václavském náměstí v Praze
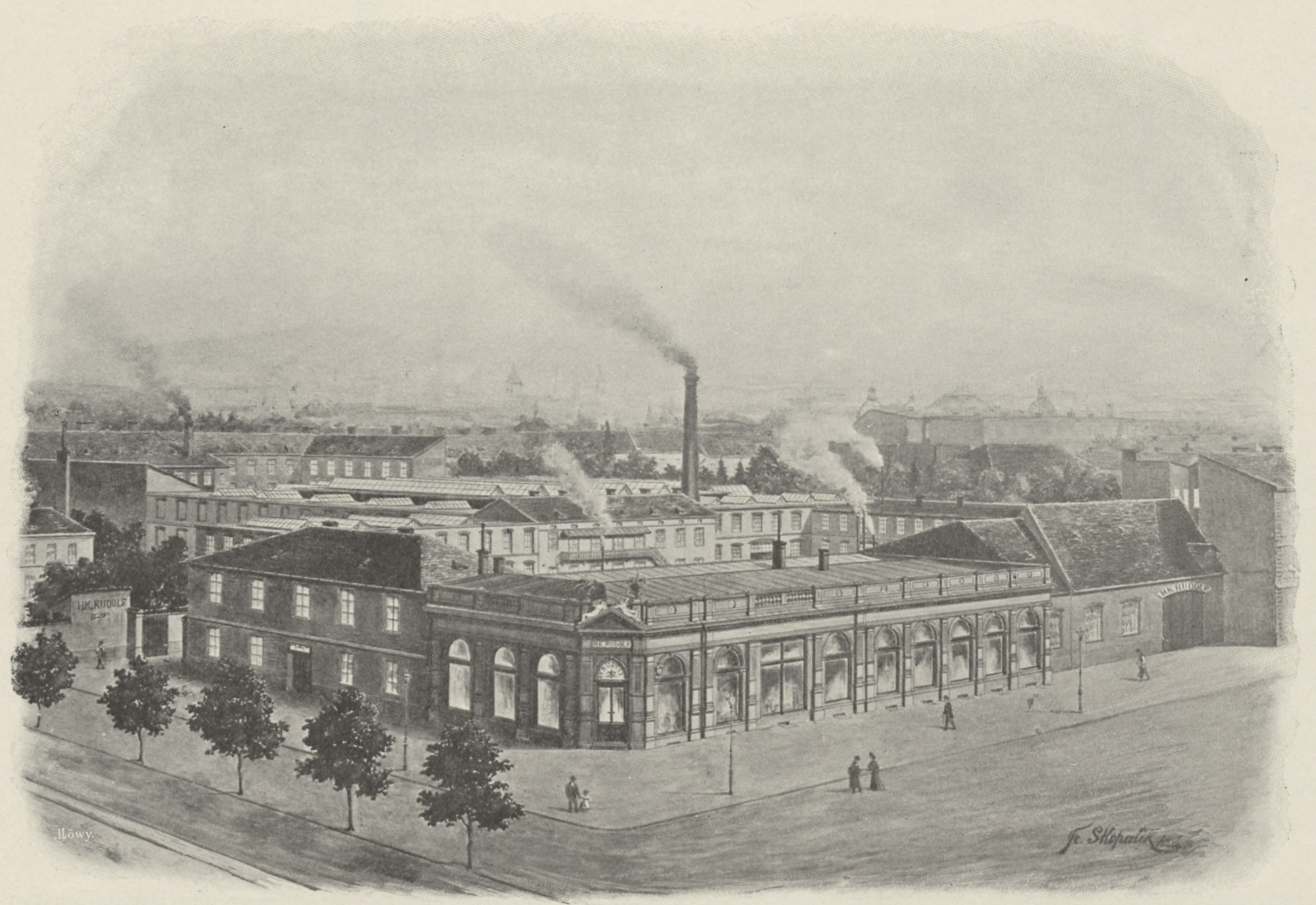
Továrna J. K Rudolf v Plzni (1898)
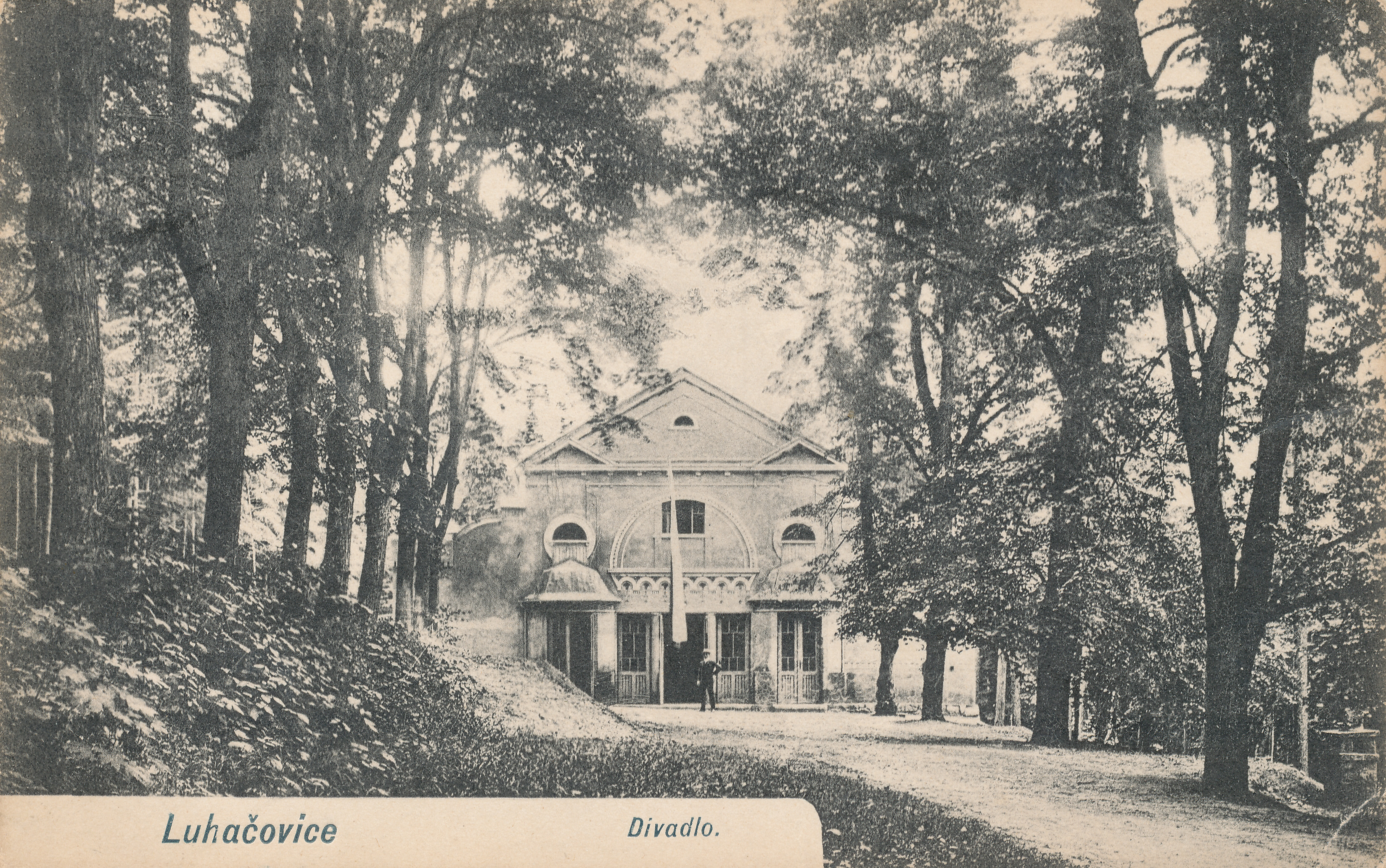
Lázeňské divadlo v Luhačovicích v roce 1909

## Dílo (výběr)
- Návrh rozložení pavilonu rakousko-uherské státní mincovny na Světové výstavě, Paříž (1900)
- Budovy Zemského hřebčince, Písek (1902)
- Lázeňské divadlo, Dr. Palka Blaho 289, Luhačovice (1908)
- Interiéry cestovního parníku Helsan, Terst (1910)
- Okresní dům silničního výboru, Kojetín